# فرودگاه نمیسکو
فرودگاه نمیسکو (به انگلیسی: Nemiscau Airport) یک فرودگاه خصوصی با کد یاتا YNS است که یک باند فرود شن دارد و طول باند آن ۱۵۲۴ متر است. این فرودگاه در شهر نماسکا، کبک کشور کانادا قرار دارد و در ارتفاع ۲۴۴ متری از سطح دریا واقع شده‌است.

## شرکت‌های هواپیمایی و مقصدهای پروازی
| شرکت‌های هواپیمایی | مقصدهای پروازی                                                                          |
| ----------------- | --------------------------------------------------------------------------------------- |
| Air Creebec       | چیبووگاماو/چاپایس، چیساسیبی، ایستمین ریور، مونترآل-پییر الیوت ترودو، واسکاگانیش، ومینجی |